# 相愛的七種設計
《相愛的7種設計》，為台灣新銳導演陳宏一的第三部劇情長片，由新銳作家神小風編劇，一部關於城市、設計、愛情的電影。由莫子儀、許瑋甯、白梓軒、黃璐、邱彥翔、陳語安、王大陸等主演。獲得台灣101年度第一梯國產電影長片輔導金一般組新台幣400萬元。
電影於2014年12月19日在台灣上映。後來，片商計畫將這部電影於2018年在中國大陸上映，於是將電影片名變更為《如果愛能設計》。

## 劇情
《花吃了那女孩》陳宏一導演最新作品，本片也是他「台北三部曲」的最終曲。由許瑋甯擔綱女主角，和莫子儀搭檔演出。
當台北獲選2016年「世界設計之都」消息傳來，所有設計公司卯足了勁、想一拼業績。設計師Emma（黃璐飾）的愛情創意慘遭客戶打槍，正當她質疑全世界沒人懂愛情時，業務主管霸子（莫子儀飾）為想重修舊好，趁隙安排前女友Doris（許瑋甯飾）空降公司擔任資深設計師，引發了Emma的不滿…。
美麗的Doris才一現身「時差飯店」提案會議，立刻讓客戶Mark（白梓軒飾）驚為天人，老闆（邱彥翔飾）為業績突發奇想，極力介紹Doris給Mark。Doris為讓霸子斷念，順水推舟假裝與Mark交往，令霸子心碎不已…。
Doris一躍成為紅人，不僅攪亂公司一池春水，更引發同事們的忌妒。就在大家忙於「時差飯店」的設計提案時，有人意外看見Doris坐著老闆的車、開進了薇閣…。7種愛情，7個主角，精彩絕倫的創意設計，究竟誰能全身而退？誰又難逃被愛設計？

## 演員

### 主要演員
| 演員   | 角色   | 介紹 |
| ------ | ------ | --- |
| 莫子儀 | 霸子   | 設計公司主管，雖然外表看起來吊兒啷噹，內心卻是個癡情漢，一直無法忘情前女友Doris，甚至還替她在公司安插職位，希望能製造復合機會。            |
| 許瑋甯 | Doris  | 外貌出眾的設計師，前男友霸子因希望挽回她而介紹她空降其設計公司，引起女同事Emma的妒忌，富二代客戶Mark也為她神魂顛倒。                       |
| 白梓軒 | Mark   | 想替家族飯店事業注入新氣象的富二代，找上設計公司幫忙，卻在一次設計會議上，對設計師Doris一見鍾情，於是開始展開熱烈追求。                    |
| 黃 璐  | Emma   | 離鄉背井來台北工作的上海設計師，即將滿35歲，卻依然小姑獨處，而貌美設計師Doris的出現，更讓她心灰意冷，卻意外在深夜搭小黃時，遇見了真愛…。   |
| 邱彥翔 | Andrew | 設計公司的老闆，打算利用Doris來拉攏客戶，豈料卻弄巧成拙，反被誤會與她有不正當關係。                                                        |
| 陳語安 | 棋子   | 對工作、愛情都仍充滿幻想的年輕女孩，總被其他同事與年齡相仿的阿強撮合，後來漸漸與他從曖昧關係發展到床上，但阿強卻沒打算認真，讓她心碎一地。 |
| 王大陸 | 阿強   | 從荷蘭留學回台、滿懷理想的年輕設計師，雖然對設計很有想法，但對感情卻相當隨便，與同事棋子陰錯陽差上了床，卻不願大方認愛。                   |

### 特別演出
- 鄭有傑 飾 計程車司機
- 魏海敏 飾 Mark 嬸嬸
- 曲家瑞 飾 大設計家
- 隆宸翰 男聲演出

## 其他幕後
- 美術指導：梁碩麟、陳炫劭
- 造型設計：張珮蓁
- 視覺特效：有機像素有限公司 Hi-Organic
- 聲音設計：鄭旭志
- 燈光指導：袁立衛
- 音樂：張午午
- 配樂混音：李建緯
- 收音師：李育智
- 剪接協力：劉青穎

## 發行
電影在2014年12月19日於台灣上映。下面是各地區的上映日期和片名。
| 上映日期         | 地區     | 中文片名       | 英文片名                   | 參考  |
| ---------------- | -------- | -------------- | -------------------------- | ----- |
| - 2014年12月19日 | 台灣     | 相愛的七種設計 | Design 7 Love              |       |
| - 2018年         | 中國大陸 | 如果愛能設計   | Love can never be designed | [ 4 ] |

## 影展
- 2014年7月12日：第16屆台北電影節
- 2014年10月26日：第14屆高雄電影節

## 獎項及提名
| 獎項         | 類別         | 受獎者           | 結果 |
| ------------ | ------------ | ---------------- | ---- |
| 第51屆金馬獎 | 最佳新演員   | 許瑋甯           | 提名 |
| 第51屆金馬獎 | 最佳視覺效果 | 有機像素有限公司 | 提名 |

## 外部連結
- 相愛的七種設計的Facebook專頁
- 開眼電影網上《相愛的七種設計》的資料（繁體中文）
- 豆瓣电影上《相愛的七種設計》的資料 （简体中文）
- 时光网上《相愛的七種設計》的資料（简体中文）
- AllMovie上《相愛的七種設計》的资料（英文）
- 互联网电影数据库（IMDb）上《相愛的七種設計》的资料（英文）